# Ozenoxacina

La ozenoxacina es vendida bajo las marcas Ozanex y Xepi, y es un antibiótico utilizado para tratar el impétigo. Esto incluye el impétigo debido a S. aureus resistente a la meticilina. Se aplica sobre la piel en forma de crema.
Tan poco de este medicamento  se absorbe a través de la piel; los efectos secundarios son poco comunes, los efectos secundarios pudieran incluir dermatitis seborreica. Este medicamento no se espera que sea perjudicial durante el embarazo o la lactancia. Es una quinolona y actúa bloqueando la ADN girasa A y la topoisomerasa IV.
Este medicamento fue aprobada para uso médico en los Estados Unidos y Canadá en el 2017.  En los Estados Unidos, un tubo de 30 gramos de crema al 1% cuesta alrededor de 340 dólares en 2021. Esta cantidad en Canadá cuesta alrededor de 53 dólares canadienses.